# 中国反侵略大同盟
中国反侵略大同盟，是1949年5月时任中華民國行政院院长阎锡山在广州成立的反共统一战线组织。

## 历史
1949年5月15日，上海之战正酣之际，在广州即将上任的行政院院长阎锡山在其官邸邀请中國国民党、中國青年党、中國民主社會黨以及无党派“社会贤达”，筹备组织跨党派的反共联合组织，到会者50多人。钱穆在《师友杂忆》中如此陈述：“……及共军渡江，上海战事日紧，中華民國政府大部分机关已迁至广州。一日，应行政院院长阎锡山邀，晤之其官邸。同受邀者，多青年、民社两党党员，以学校教授资格者，惟余一人。”陈启天（青年党主席）、万鸿图（行政院政务委员）、钱穆、张其昀等先后发言。会议最后决定，凡参加本日谈话会者，均为发起人，并选举阎锡山、陈启天、程天放、万鸿图、张其昀、钱穆、王师曾、袁守谦、杨公达、蒋匀田、谷正鼎、马超俊、高信13人为纲领起草委员。
1949年5月25日，确定了“中国反侵略大同盟”为正式名称，当天下午3点在广东省议会举行成立大会，出席的盟员数百人。会议通过了大同盟宣言，阎锡山发表长篇讲话。以“团结全国各党派暨各界人士中爱好民主自由之反共救国分子，发挥反侵略之组织力量，彻底肃清中国共产党，抵抗共产国际受略，维护国家独立，保障人民自由，促进世界和平”为宗旨。以阎锡山为主席。决定在政府所在地设总部，省市设支部，县市设分部，分部下设小组为基本组织。总部设执行委员会，内设秘书、组织、宣传3组。 
1949年8月10日，行政院院長阎锡山出席“反侵略大同盟”执委会，并以《共产党何以席卷中国大陆?━对美国白皮书之观感》为题做了致辞，详细分析了中共仅仅用三年时间打败国民党、暴力夺权成功的八大原因。